# Gösta (Fernsehserie)
Gösta ist eine schwedische Filmkomödie in zwölf Episoden, die ab dem 1. Juli 2019 auf HBO Nordic Online-Premiere hatte. In Deutschland wurde die komplette Serie vom 5. auf den 6. Dezember 2020 auf One gesendet. Zuvor war sie schon in Spanien, Ungarn und den USA zu sehen. Drehbuch schrieb und Regie führte der schwedische Schriftsteller und Regisseur Lukas Moodysson.
Protagonist ist der Kinderpsychologe Gösta, der seine erste Anstellung nach dem Studium in einer ländlichen Gemeinde der schwedischen Region Småland bekam. Hier will er seine Theorie einer „universellen Freundlichkeit“ in die Tat umzusetzen versuchen. Es erweist sich als schwierig, der netteste Mensch in der ganzen Gegend zu sein. Doch Gösta gibt sein Vorhaben nicht auf.

## Kritik
Die Frankfurter Rundschau bemängelte vor der deutschen Erstausstrahlung, dass die ARD nur vier Episoden der Serie für Rezensionszwecke bereitstellte und aus diesem Material nicht kenntlich wird,
„welche Aussage Moodysson eigentlich treffen möchte. Veralbert er Hilfsbereitschaft und uneigennütziges Samaritertum? Die vier Folgen lassen allerdings bereits erkennen, dass sich das Konzept recht schnell erschöpft. Sofern das Erzählmuster über die gesamte Staffel durchgehalten wird, kommt es zu Wiederholungen und einigen Längen.“
Den Tagesspiegel irritiert, dass die ARD „Gösta“ als eine Comedy ankündigte.
„Es gibt soapige Momente, gewiss, aber zum Brüllen komisch ist kaum eine Szene. Es gibt Anlässe zum Lächeln, … und die ganz Eingeweihten, also die Schwedophilen im Publikum, werden Merkwürdigkeiten in den Figuren und deren Verhalten entdecken, die einem europäischen/deutschen Zuschauer entgehen“ und erläutert weiter: „der Zuschauer selbst wird stets vor die Herausforderung gestellt, ob er wie Gösta handeln würde – und möchte. Das passiert weniger in großen, gar melodramatischen Gesten als in liebevoll ausgemalten Details und sehr überschaubaren Aktionen.“
Radio Eins meint:
„Die erste Serie von Lukas Moodysson … bietet den Charme der übersichtlichen Kleinstadtwelt mit herrlich skurrilen Figuren. Er erinnert uns gerade in diesen Tagen sehr freundlich und witzig daran, dass man sich auch völlig verlieren kann, wenn man sich selbst verschenken will.“

## Besetzung und Synchronisation
Die deutschsprachige Synchronisation entstand nach dem Dialogbuch und der Dialogregie von Ilya Welter bei der Splendid Synchron GmbH.
| Rollenname                   | Schauspieler              | Anzahl Folgen | Synchronsprecher    |
| ---------------------------- | ------------------------- | ------------- | ------------------- |
| Gösta                        | Vilhelm Blomgren          | 12            | Julian Horeyseck    |
| Göstas Vater Tomas           | Mattias Silvell           | 12            | Stephan Schleberger |
| Kollegin Lotta               | Elisabeth Carlsson        | 10            | Silke Linderhaus    |
| Melissa                      | Amy Deasismont            | 10            |                     |
| Saga                         | Clara Christiansson Drake | 10            |                     |
| Hussein                      | Nidhal Fares              | 9             |                     |
| Jonas                        | Gustav Berg               | 6             |                     |
| Göstas Mutter                | Regina Lund               | 6             |                     |
| Chefin                       | Christina Evertsson       | 4             |                     |
| Alleinstehende Rentnerin     | Lena-Pia Bernhardsson     | 4             |                     |
| Frau vor Supermarkt          | Denisa Ghiocel            | 4             |                     |
| Alexander                    | Filip Axmer               | 3             |                     |
| Victor                       | Emilio Klimenta           | 3             |                     |
| Bianca                       | Nathalie Lindberg         | 3             |                     |
| Simon                        | Anders Nordahl            | 3             |                     |
| Ossian                       | Xander Wilke              | 3             |                     |
| Solidaritätsgruppe Voicemail | Alexander Berg            | 2             |                     |
| Tindra                       | Thea Bolander             | 2             |                     |
| Lily                         | Lily Moodysson            | 2             |                     |
| Fabian                       | Olle Sarri                | 2             |                     |
| Tankstellenkassiererin       | Linda Åslund              | 2             |                     |

## Episodenliste
| Nr. | Deutscher Titel                | Originaltitel                        | Erstausstrahlung Schweden | Deutschsprachige Erstausstrahlung (D) | Regie           | Drehbuch        |
| --- | ------------------------------ | ------------------------------------ | ------------------------- | ------------------------------------- | --------------- | --------------- |
| 1 | Soll ich etwa alleine sterben? | Vill du att jag ska dö ensam?        | 1. Juli 2019              | 5. Dez. 2020                          | Lukas Moodysson | Lukas Moodysson |
| Der 28-jährige Gösta ist von Stockholm nach Småland gezogen, um seine erste Stelle als Kinder- und Jugendpsychologe anzutreten. Er genießt das Provinzleben und die Einfachheit seiner rustikalen Blockhütte. Dort beherbergt er auch den traumatisierten Flüchtling Hussein. Gösta will mit Hilfsbereitschaft mehr Menschlichkeit in alle Facetten seines Alltags bringen. Als Gösta wegen seiner Hilfsaktionen den letzten Zug zu seiner Freundin verpasst, überrascht diese ihn selbst in seiner Hütte. Doch in der gleichen Nacht taucht noch Göstas Vater auf, der von seiner Lebensgefährtin vor die Tür gesetzt wurde.                                                                            |                                |                                      |                           |                                       |                 |                 |
| 2 | Vögel singen überall           | Fåglar sjunger överallt              | 1. Juli 2019              | 5. Dez. 2020                          | Lukas Moodysson | Lukas Moodysson |
| Für Gösta ist es eine Selbstverständlichkeit, Menschen in Not zu helfen. Das gilt natürlich auch für seinen exzentrischen Vater Tomas, der selbstverständlich niemandem zur Last fallen will. Gösta ahnt jedoch nicht, auf was er sich da einlässt. Tomas beginnt nämlich schon bald, das Leben in der rustikalen Blockhütte durcheinanderzuwirbeln. Ohne sich zu wehren, beginnt Gösta die Kontrolle über seine vier Wände zu verlieren. |                                |                                      |                           |                                       |                 |                 |
| 3 | Nichts als Müll                | Sopor                                | 1. Juli 2019              | 5. Dez. 2020                          | Lukas Moodysson | Lukas Moodysson |
| Gösta versucht, seinen Patienten so weit wie möglich entgegenzukommen. Besonders am Herzen liegt ihm Saga, zu der er mit seiner einfühlsamen Art ein Vertrauensverhältnis aufgebaut hat. Als der suizidgefährdete Teenager in die Abteilung der Erwachsenenpsychologe überstellt werden soll, versucht Gösta dies zu verhindern. Sein Vater, der sich bei ihm auf unbestimmte Zeit eingenistet hat, ändert nicht nur die Aufteilung der Zimmer, sondern beginnt auch mit dem eigenmächtigen Umbau der Blockhütte, die Gösta nur gemietet hat. |                                |                                      |                           |                                       |                 |                 |
| 4 | Vietcong, 1862                 | Viet Cong, 1862                      | 1. Juli 2019              | 5. Dez. 2020                          | Lukas Moodysson | Lukas Moodysson |
| Gösta findet die depressive Saga schlafend auf einer Parkbank. Der Teenager weigert sich jedoch, in die psychologische Notfallambulanz zu gehen. Aus Sorge nimmt Gösta seine suizidgefährdete Ex-Patientin für eine Nacht bei sich auf und überlässt ihr sein Bett. Die beschauliche Blockhütte wird immer mehr zu einer betreuten Wohngemeinschaft mit Halbpension, denn nach seinem langen Arbeitstag versorgt der selbstlose Wohltäter auch noch seine Gäste. Seine Kolleginnen beäugen kritisch, was der unkonventionelle Berufsanfänger ausprobiert, um seine jungen Patienten bei der Therapie besser zu erreichen.                                                                                |                                |                                      |                           |                                       |                 |                 |
| 5 | Zwei Idioten                   | Två idioter                          | 8. Juli 2019              | 5. Dez. 2020                          | Lukas Moodysson | Lukas Moodysson |
| Die unkonventionelle Schocktherapie seines Vaters zeigt eine erstaunlich positive Wirkung: Saga scheint ihr akutes Tief zu überwinden. Auch gibt der Vater immer mehr den Ton an. Er nimmt Gösta und Saga zu einem Ort seiner Jugendzeit mit: dem Gelände eines legendären Musikfestivals. Der Ort hat auch für Gösta eine besondere Bedeutung, wie er von seinem Vater erfährt. Einen überraschenden Besuch bekommt Gösta im Büro. Seine Kollegin Lotta sucht eine Aussprache und schlägt ein Treffen nach Feierabend vor. Gösta ist zwar nicht begeistert, schafft es aber nicht abzusagen. Unterdessen macht sich seine Freundin Gedanken über die Beziehung.                                         |                                |                                      |                           |                                       |                 |                 |
| 6 | Überraschung                   | Surprise                             | 8. Juli 2019              | 5. Dez. 2020                          | Lukas Moodysson | Lukas Moodysson |
| Für seine Freundin Melissa hat Gösta wenig Zeit. Dass er so liebenswert, verständnisvoll und herzensgut ist, potenziert darüber hinaus ihre Minderwertigkeitskomplexe. Nach einem längeren Gespräch mit ihrem Bruder zieht Melissa die Konsequenz und macht Schluss. Gösta nimmt diesen schweren Schlag erwartungsgemäß mit Liebe, Verständnis und Güte auf. Für Trauer bleibt ihm keine Zeit, denn seine Kollegin Lotta bittet um ein Gespräch. Gösta weiß, dass es sich um einen Vorwand handelt, dennoch gelingt es ihm nicht, sich dem Unvermeidlichen zu entziehen. Als er am nächsten Morgen nach Hause kommt, erlebt er eine Überraschung.                                                        |                                |                                      |                           |                                       |                 |                 |
| 7 | Alles verwelkt                 | Ett ansikte som ruttnat              | 15. Juli 2019             | 5. Dez. 2020                          | Lukas Moodysson | Lukas Moodysson |
| Gösta fühlt sich hundeelend. Die Trennung von seiner Freundin setzt ihm zu. Auch die Nacht mit seiner Kollegin Lotta, die ihn auf perfide Weise ausgenutzt hat, hinterlässt einen bitteren Nachgeschmack. Nach einem Date mit einer ehemaligen Freundin wird Göstas Vater bewusst, dass Schönheit vergänglich ist. Da hilft nur Bier. Tomas, Gösta und Saga besuchen eine Bar. Wieder zu Hause wird die Situation immer angespannter. Nun kündigt sich auch noch Jonas an, der die Abgeschiedenheit Smålands nutzen möchte, um Songs zu schreiben. Natürlich fällt es Gösta schwer, seinem Freund aus Kindertagen abzusagen. Einer mehr – das wird schon gehen.                                          |                                |                                      |                           |                                       |                 |                 |
| 8 | Andere Hunde können mich mal   | Alla andra hundar kan dra åt helvete | 15. Juli 2019             | 5. Dez. 2020                          | Lukas Moodysson | Lukas Moodysson |
| Von seinem Plan, ein ruhiges Leben in der Natur zu führen, ist Gösta komplett abgekommen. Inzwischen beherbergt er in seiner kleinen Waldhütte den Flüchtling Hussein, seinen Freund Jonas, seine ehemalige Patientin Saga und seinen Vater, der plötzlich auch noch einen Hund mitbringt. Doch etwas anderes bringt Gösta aus der Fassung: Sein Vater hat ein Auge auf die 18-jährige Saga geworfen. Als Kinderpsychologe begreift er schnell, dass sein Vater sich in einer Art Alterspubertät befindet. Bei der Arbeit gerät Gösta weiter unter Druck: Seine Kollegin Lotta hat es geschafft, dass sie von der Chefin als Supervisorin für den Berufsanfänger eingesetzt wird.                        |                                |                                      |                           |                                       |                 |                 |
| 9 | Die Kissenschlacht             | Kuddkrig                             | 22. Juli 2019             | 5. Dez. 2020                          | Lukas Moodysson | Lukas Moodysson |
| Sechs Leute und ein Hund in einer Blockhütte – für Gösta, der es allen recht machen möchte, gibt es zu Hause weder Pausen noch Rückzugsräume. Auch Göstas Mutter hat sich inzwischen einquartiert, da sie auf dem Land besondere Fotos machen möchte. Zudem leidet Gösta unter der Trennung von seiner Freundin. Er ist inzwischen an der Grenze seiner Belastbarkeit angelangt. Das zeigt sich, als er während einer Therapiesitzung einschläft. Die Supervision von Lotta ist keine Unterstützung, denn seine Kollegin nutzt das Gespräch, um ihre Probleme bei Gösta abzuladen. Ruhe findet er nur beim Spazierengehen und Spielen mit dem Hund.                                                      |                                |                                      |                           |                                       |                 |                 |
| 10 | 52, nein danke!                | 52 år, nej tack                      | 22. Juli 2019             | 5. Dez. 2020                          | Lukas Moodysson | Lukas Moodysson |
| Gösta und Melissa sind jetzt „beste Freunde“! Auf die Unterstützung von Gösta möchte Melissa weiterhin nicht verzichten. Sie ist beeindruckt, wie selbstverständlich Jonas an seinen Traum vom Musikerleben glaubt, obwohl Gösta und sie ihn für komplett unbegabt halten. Dass Jonas zufällig dieses Gespräch belauscht, führt zu neuen Problemen. Jonas bittet Gösta, ihm bei den Songs zu helfen! Zudem muss Gösta – neben seinen Aufgaben als Gastgeber und der Arbeit im Haushalt – Melissa beim Lernen abfragen, und er hat seiner Mutter versprochen, ihr bei einem Fotoprojekt zu assistieren. Da Gösta nicht allen gleichzeitig helfen kann, bricht Streit darüber aus, wem Gösta zuerst hilft. |                                |                                      |                           |                                       |                 |                 |
| 11 | Ausgesetzt                     | Inneskorna                           | 29. Juli 2019             | 5. Dez. 2020                          | Lukas Moodysson | Lukas Moodysson |
| Gösta hat vor seiner Blockhütte auf der Terrasse geschlafen. In seinem Bett liegen nämlich seine wiedervereinten Eltern. Im anderen Zimmer übernachtet Göstas ehemalige Patientin Saga und auf der Matratze in der Küche umarmt seine Ex-Freundin Melissa seinen Kumpel Jonas. Im Alleingang beschließt Göstas Vater, etwas mehr Platz in der Hütte zu schaffen und setzt Flüchtling Hussein im Nirgendwo im Wald aus. Als sie später nach Hussein suchen, dreht der Vater völlig durch und beginnt, Bäume anzusägen. Als der Waldbesitzer auftaucht, möchte der überraschenderweise aber keinen finanziellen Schadensersatz, sondern bittet Gösta ihm wegen seiner Spielsucht zu helfen.                |                                |                                      |                           |                                       |                 |                 |
| 12 | Raus!                          | The End                              | 29. Juli 2019             | 5. Dez. 2020                          | Lukas Moodysson | Lukas Moodysson |
| Eine Kleinigkeit bringt bei Gösta das Fass zum Überlaufen: Als Jonas – ohne zu fragen – Göstas Hausschuhe anzieht, sind seine Geduld, sein Verständnis und seine Großzügigkeit schlagartig erschöpft. Ohne zu diskutieren, schmeißt Gösta seine gebetenen und ungebetenen Gäste hinaus. Sogar den Hund, den Gösta ins Herz geschlossen hat, kann er nicht mehr bei sich haben! Auch bei der Arbeit lernen seine subtil autoritäre Chefin, seine übergriffige Kollegin Lotta und seine jungen Patienten einen neuen Gösta kennen. Er hat seine Strategie, Gutes zu tun, geändert – und fängt an, sich von seinen Prinzipien zu verabschieden.                                                             |                                |                                      |                           |                                       |                 |                 |